# 早坂ねり
早坂 ねり（はやさか ねり、1959年12月16日 - ）は、日本の女優。大阪市南区（現・中央区）出身。
血液型AB型。現在所属はフリー。以前は泉ピン子らの所属する佐藤事務所に所属していた。

## 来歴
滋賀女子高等学校（現・滋賀短期大学附属高等学校）卒業後スカウトされ芸能界デビュー。大阪を中心に活動。大阪ガスCM、舞台などに出演。
展京子の芸名で舞台「じゃりン子チエ」のチエ役で初の主演を務める。他、フジテレビ「意地悪ばあさん」に片岡鶴太郎とゲスト出演。
その後芸名を早坂ねりに改め、日本テレビ「花咲け花子」「風の中のあいつ」「のン姉ちゃん・200W」、東芝日曜劇場（TBS）の田辺聖子作品など多数出演。